# Black Nativity
The Forgiven es una película dramática estadounidense de 2013 dirigida por Kasi Lemmons y protagonizada por Forest Whitaker, Angela Bassett, Tyrese Gibson, Jennifer Hudson y Mary J. Blige. Black Nativity cuenta con un 48% de índice aprobatorio en Rotten Tomatoes basado en 81 reseñas con un rating promedio de 5.6 sobre 10. El consenso del sitio afirma: "Es interpretada de manera sólida, pero sufre del tratamiento torpe de la directora Kasi Lemmons de su famoso material fuente".

## Sinopsis
Después de que su madre Naima es expulsada de su apartamento en Baltimore, el adolescente Langston es enviado a pasar sus vacaciones con sus abuelos en la ciudad de Nueva York. Cuando Langston llega a la ciudad sufre de toda una serie de inconvenientes, como el robo de sus pertenencias y una falsa acusación de robo que termina llevándolo a la cárcel.

## Reparto
- Forest Whitaker como Cornell Cobbs.
- Angela Bassett como Aretha Cobbs.
- Tyrese Gibson como Tyson/Loot.
- Jennifer Hudson como Naima Cobbs.
- Mary J. Blige como Ángel.
- Vondie Curtis-Hall como Pawnbroker.
- Nas como Isaiah.
- Jacob Latimore como Langston.
- Rotimi como Butch McDaniels.
- Luke James como Jo-Jo/Joseph.
- Grace Gibson como Maria/Mary.